# Austrogymnocnemia bipunctata
Austrogymnocnemia bipunctata är en insektsart som först beskrevs av Peter Esben-Petersen 1915. 
Austrogymnocnemia bipunctata ingår i släktet Austrogymnocnemia och familjen myrlejonsländor. Inga underarter finns listade i Catalogue of Life.